# Arnstadt Hauptbahnhof
Arnstadt Hauptbahnhof is een spoorwegstation in de Duitse plaats Arnstadt (deelstaat Thüringen). Het station werd in 1867 geopend. 